# Az ösztönember
Az ösztönember (eredeti cím: The Caveman's Valentine) 2001-ben bemutatott amerikai misztikus-filmdráma, melyet Kasi Lemmons rendezett, a főszerepben Samuel L. Jackson. A film George Dawes Green 1994-es azonos című regénye alapján készült. A filmet a Universal Focus, a Universal Studios és a Focus Features leányvállalata adta ki, Magyarországon DVD-n jelent meg szinkronizálva.

## Cselekmény
Romulus Ledbetter zongorista és hajléktalan.  Egyedül él egy barlangban egy New York-i parkban, és gyakran téveszmék gyötrik. Például úgy véli, hogy Cornelius Gould Stuyvesant a Chrysler Building tetejéről olyan sugarakat küld, amelyek az embereket engedelmessé teszik.
Valentin-nap reggel a barlang közelében Scotty Gates holttestére bukkannak. Ez arra készteti, hogy nyomozni kezdjen. A rendőrség azt állítja, hogy az áldozat a hideg miatt halt meg, tehát a hatóságok - köztük a zongorista lánya, Lulu - úgy vélik, hogy a halál oka természetes volt. De Romulus biztos benne, hogy gyilkosság történt. Nyomozása során nem a hagyományos eszközöket használja, hanem a saját különleges intuícióját és tisztánlátását, amellyel szélsőséges helyzetekben csak ő rendelkezik.
Romulus egy polgárőrrel és több fiatallal vitatkozik, akik sértegetik. Elmenekül, és elszalad egy plakát mellett, amelyen a híres fotós, David Leppenraub látható, rajta „Segítség” felirattal.
Romulus Ledbetter úgy gondolja, hogy Scotty Gates-t a híres fotós, David Leppenraub gyilkolta meg.
Véletlenül találkozik Bobbal, aki a zongorázási képességei miatt öltönyt ad neki. Egy régi barátja segítségével meghívást kap egy fogadásra Leppenraub birtokára, ahol zongoráznia kell. Leppenraub bemutatótermének megtekintése után megerősödik a gyanúja Leppenraub iránt. Beszélget Joey Peasley-vel, Leppenraub segédjével is, aki megerősíti a gyanúját.
Megjelenése közben paranoiás rohamot kap, és sietve elhagyja a partit. Miután kint van, megkísérlik elgázolni. Ez nem sikerül, és Romulus egy férfit vél felismerni a támadóban, akinek nem látja az arcát, de akiről azt hiszi, hogy Stuyvesant rabszolgája.
Romulus a következő éjszaka lefekszik Moirával, Leppenraub húgával, és másnap reggel visszatér New York-i barlangjába.
Észrevétlenül betör Leppenraub farmjára, és átkutatja annak raktárhelyiségét, ahol rábukkan egy videóra, amelyen Scotty-t Leppenraub meggyilkolja, és egy húskampóra akasztva tartja a fagyasztóban. Még mindig a farmon, Moira szobájában nézi meg a videót, de Joey meglepi, aki azonban megígéri, hogy hallgat a jelenlétéről. Ennek ellenére Leppenraub majdnem felfedezi őt.
Ledbettert megtámadják a barlangja előtt, és arra kényszerítik, hogy átadjon egy videót. Ennek érdekében felhívja a lányát, állítólag azért, hogy átadja neki a videót. A célhoz érve Romulus elkezd kutakodni a videó után, és talál is egyet, amit átad a két emberrabló egyikének. Ez a videó azonban rossz, Lulu, Romulus lánya, kiugrik egy fa mögül, és tüzet nyit, mire a két emberrabló egyike súlyosan megsérül. A másik elmenekül. Romulus a halott férfit egy általa ismert drogdílerrel azonosítja.
Romulus megkapja Lulutól Scotty Gates boncolási jegyzőkönyvét. Korábban megtudta Matthew-tól, hogy Scotty fenekén égett szív volt, de a jelentésben nem talál erről említést, és úgy emlékszik, hogy a videón sem látszik ugyanez. Odamegy Moirához, és megkérdezi tőle, hogy lefeküdt-e Scottyval, de nemleges választ kap. Moira azonban valami mást is mond neki a szívvel kapcsolatban, amit a néző csak később tud meg.
Az utolsó jelenetben Romulus és Leppenraub a metrón látható. Joey Peasley felszáll, de egyelőre nem veszi észre Romulust. Leppenraub átnyújt Joey-nak egy bőröndnyi pénzt. Romulus jelentkezik, és elárulja, hogy Joey maga készítette a videót, és Leppenraub beszédének részleteit is hozzáadta, hogy megalázza és megzsarolja őt. Azzal is vádolja, hogy ő volt az agytröszt az őt ért támadások mögött, mivel előre látta, hogyan fog reagálni. Ledbetter rohamot kap és a földre rogy. Joey megjegyzi, hogy Romulusnak nincs bizonyítéka elmélete alátámasztására. A következő vasútállomáson Matthew felszáll, és felismeri Joey-t, de azt hiszi, hogy Scotty-t látja. Ebből világosan kiderül, hogy Joey Scotty-nak adta ki magát Matthew előtt, abban a jogos reményben, hogy ő viszont Romulus segítségét kéri. Joey szorult helyzetben találja magát, és egyszer Romulusra lő, de elvéti. Ekkor legyűrik őt utastársai, akik civil ruhás rendőrök voltak.
Ledbetter és Leppenraub egy bárban ülnek. Romulus elárulja, hogy Moira közölte vele, hogy Joey fenekén egy szív volt, de Scottyén nem. Ledbetter találkozik a lányával, aki meghívja őt, hogy maradjon a volt feleségével és vele, a lányával, amit a férfi hálásan fogad, de visszautasítja.
Romulust a film során többször is gyötri felesége képzeletbeli megjelenése.

## Szereplők
| Szerep                     | Színész              | Magyar hang    |
| -------------------------- | -------------------- | -------------- |
| Romulus Ledbetter          | Samuel L. Jackson    | Barbinek Péter |
| David Leppenraub           | Colm Feore           | Tarján Péter   |
| Lulu Ledbetter rendőrtiszt | Aunjanue Ellis       |                |
| Sheila Ledbetter           | Tamara Tunie         |                |
| Joey Peasley               | Jay Rodan            |                |
| Moira Leppenraub           | Ann Magnuson         |                |
| Bob                        | Anthony Michael Hall |                |
| Scotty Gates               | Sean MacMahon        |                |
| Paul                       | Jeff Geddis          |                |

## Díjak
2002-ben Tamara Tunie-t a Legjobb női mellékszereplőnek járó Independent Spirit díjra jelölték.

## Fordítás
- Ez a szócikk részben vagy egészben  a   The Caveman's Valentine című angol Wikipédia-szócikk fordításán alapul.  Az eredeti cikk szerkesztőit annak laptörténete sorolja fel. Ez a jelzés csupán a megfogalmazás eredetét és a szerzői jogokat jelzi, nem szolgál a cikkben szereplő információk forrásmegjelöléseként.
- Ez a szócikk részben vagy egészben  a   The Caveman’s Valentine című német Wikipédia-szócikk fordításán alapul.  Az eredeti cikk szerkesztőit annak laptörténete sorolja fel. Ez a jelzés csupán a megfogalmazás eredetét és a szerzői jogokat jelzi, nem szolgál a cikkben szereplő információk forrásmegjelöléseként.